# Paweł Olszewski
Paweł Bartosz Olszewski (Bydgoszcz; 11 de Dezembro de 1979 — ) é um político da Polónia. Ele foi eleito para a Sejm em 25 de Setembro de 2005 com 6850 votos em 4 no distrito de Bydgoszcz, candidato pelas listas do partido Platforma Obywatelska.